# Майя (Якутия)
Ма́йя (на руски: Майя; на якутски: Майа) е село в Якутия, Русия. Разположено е на около 40 km югоизточно от Якутск. Към 2016 г. има население от 7221 души.

## История
Селището е основано през 1902 г. През 1930 г. става административен център на Мегино-Кангаласки район. Първата машинотракторна станция в района се появява в Майя през 1934 г. През 2007 г. селото губи ролята си на административен център, а такъв става Нижни Бестях.

## Население
Селото е населено предимно от якути.
| 1959 | 1970 | 1979 | 1989 | 2002 | 2010 | 2012 |
| ---- | ---- | ---- | ---- | ---- | ---- | ---- |
| 2762 | 4552 | 5344 | 6348 | 7023 | 7288 | 7200 |
| 2013 | 2014 | 2015 | 2016 |      |      |      |
| 7233 | 7184 | 7191 | 7221 |      |      |      |

## Икономика
Основният поминък е селското стопанство.

## Галерия
- На влизане в селото.
- Близо до селския стадион.
- Улусната библиотека.
- Централната улица.
- Сградата на администрацията.
- Жилищен блок.